# Maliattha inconcisoides
Maliattha inconcisoides är en fjärilsart som beskrevs av Holloway 1979. Maliattha inconcisoides ingår i släktet Maliattha och familjen nattflyn. Inga underarter finns listade i Catalogue of Life.